# Stettler
Stettler je kanadské město v Albertě, které se rozkládá na východě provincie v County of Stettler No. 6. Nachází se ve vzdálenosti 101 km východně od Red Deeru na křižovatce dálnic Alberta Highway 12 a Alberta Highway 56 183 km jižně od Edmontonu. V roce 2016 mělo 5952 obyvatel.

## Historie
Místo bylo založeno v roce 1905 a bylo pojmenováno po švýcarském přistěhovalci Carlu Stettlerovi, který také založil osadu východně od města Blumenau a působil také v blízkém okolí obce Castor. Pracoval také v první městské radě Stettleru. V červnu 1906 bylo uznáno jako vesnice a v listopadu téhož roku získalo městská práva.